# Амфиболити
Амфиболити – метаморфни скали, които са изградени главно от амфибол и плагиоклаз. Те са шистозни, ивичести или масивни. Цветът им е тъмно зелен. Използват се за производство на каменни отливки и строителни материали.